# Owen Pallett
Owen Pallett, rodným jménem Michael James Owen Pallett (* 7. září 1979) je kanadský hudebník, multiinstrumentalista a hudební skladatel. Hudbě se věnoval již od dětství; na housle začal hrát ve třech letech a první skladbu složil ve třinácti. Později hrál se skupinami Enter the Haggis a Picastro a v roce 2005 vydal své první sólové album Has a Good Home (pod hlavičkou projektu Final Fantasy). Během své kariéry spolupracoval s mnoha dalšími hudebníky, mezi které patří například zpěvačka Taylor Swift nebo skupiny Linkin Park, The National a Arcade Fire. Roku 2010 byl neúspěšně nominován na ocenění Polaris Music Prize. V roce 2014 byl nominován na Oscara za nejlepší píseň k filmu Her.

## Sólová diskografie
- Has a Good Home (2005)
- He Poos Clouds (2006)
- Heartland (2010)
- In Conflict (2014)
- Island (2020)